# 아키텐
아키텐(프랑스어: Aquitaine, 오크어: Aquitània, 바스크어: Akitania, 스페인어: Aquitania)은 프랑스 남서부에 위치한 레지옹으로 중심 도시는 보르도이며 면적은 41,308km2, 인구는 3,285,970명(2006년 기준)이다.
동쪽으로는 미디피레네(현재의 옥시타니), 북동쪽으로는 리무쟁, 북쪽으로는 푸아투샤랑트, 서쪽으로는 대서양과 접하며 남쪽으로는 스페인과 국경을 접한다. 5개 주(도르도뉴주, 지롱드주, 랑드주, 로트에가론주, 피레네자틀랑티크주)를 관할한다. 2016년 1월 1일을 기해 시행된 레지옹 개편에 따라 아키텐과 리무쟁, 푸아투샤랑트가 누벨아키텐(옛 이름 아키텐리무쟁푸아투샤랑트)으로 합병되었다.

## 지리
프랑스 전체 면적의 7.6%를 차지한다. 아키텐의 주요 도시로는 보르도, 포, 바욘, 몽드마르상, 페리괴가 있다.

## 역사
고대 로마시대의 갈리아 아퀴타니아는 본래 피레네산맥과 가론강 사이의 갈리아를 가리키는 말이었으나 아우구스투스는 가론 강과 루아르강 사이의 땅까지 아퀴타니아에 포함시켰다. 이 시기에 아퀴타니아 속주는 현대 프랑스 영토의 1/3정도까지 확장되었으며, 아퀴타니아는 갈리아의 북부와 달리 문화적으로 로마화되었다. 기원후 4세기에 아퀴타니아는 3개의 주로 갈리게 되는데, 북동부는 아퀴타니아 프리마, 북서쪽은 아퀴타니아 세쿤다, 남쪽 끝은 아퀴타니아 테르티아로 갈리게 된다.
5세기에 로마 제국이 쇠약해짐에 따라 서고트족이 침입해 들어왔고, 프랑크족에 의해 507년에 쫓겨나기 전까지 이 지역을 지배했다. 프랑크족의 이 지역에 대한 지배는 불안정했는데, 이는 프랑크족이 당시 도시생활 및 국가 운영에 대해 미숙했기 때문이다. 다고베르트 1세는 자신의 이복동생 하리베르트 2세와 조카 힐페리히를 연이어 아키텐의 왕으로 임명했으나 이들은 모두 바스크족에게 암살당했다.
8세기 사라센의 침입에 대한 아키텐의 저항은 미온적이었으며, 아키텐의 군주 에우도는 사라센족과 손을 잡고 프랑크 왕국으로부터의 독립을 시도했으나 실패하였다. 카를 마르텔이 사라센인을 몰아낸 뒤 아퀴타니아는 카롤링거 왕조의 일부가 되었다.
샤를마뉴의 자손들은 그의 사후 제국을 분할했는데, 아키텐은 서프랑크 왕국에 배속되었다. 아키텐은 1453년 프랑스에 완전히 배속되기 전까지 아키텐 공국으로 준독립 상태를 유지했다.

## 경제
포도 생산량이 높은 편이며 포도주 양조업이 발달했다. 천연 가스와 석유가 채굴되고 있으며 토탈 등의 기업이 개발에 나서고 있다.

## 같이 보기
- 갈리아 아퀴타니아
- 가스코뉴
- 아키텐 공국
- 옥시타니아
- 남유럽